# Palmon mirus
Palmon mirus är en stekelart som först beskrevs av Girault 1913.  Palmon mirus ingår i släktet Palmon och familjen gallglanssteklar. Inga underarter finns listade i Catalogue of Life.